# 沈葆楨
沈葆楨（1820年4月9日—1879年12月18日），榜名振宗，字翰宇、幼丹，福建省福州府侯官县（今福建省福州市鼓楼区）人，晚清大臣。他是“同治中興”時洋務運動的重要人物之一，先後曾任江西巡撫、總理船政大臣、臺灣海防欽差大臣、两江总督兼南洋通商大臣，對臺灣歷史發展也有重大影響。諡文肅。其妻林普晴是清朝名臣林則徐的三女。

## 生平

### 出身
沈葆楨，父沈廷楓，母為林則徐妹妹，生於道光二十七年（1847年）考中進士第二甲第三十九名（与李鸿章同年考取），選庶吉士，散館後授翰林院編修。咸豐四年（1854年）改任御史。

### 任職江西
咸豐六年（1856年）改派江西，任廣信知府，追隨曾國藩與太平天國作戰。當時，城池被太平軍圍攻，守城的沈葆楨與其夫人(古代夫人不冠夫姓，所以一是稱林夫人，或是沈葆楨夫人，不能稱沈夫人)林普晴（禁煙名臣林則徐的三女,沈葆楨表妹）同登上城樓，其夫人甚至仿效南宋梁紅玉在城樓上擊鼓，守軍士氣為之大振、擊退敵軍。
咸豐十一年（1861年），沈葆楨升任江西巡撫。同治三年（1864年），清軍攻破太平天國首都天京（今江蘇南京）後統帥曾國荃縱兵屠城，姦淫擄掠三日夜火光不息，死二、三十萬；忠王李秀成率眾突圍失敗，唯幼天王洪天貴福及洪仁玕、黃文英等輾轉逃至江西，皆為沈葆楨部擒獲，並以斬草除根為目奏請慈禧太后全處凌遲極刑，其中14岁的幼天王因此成為人類史上凌遲死刑紀錄最年幼者；沈葆禎親自監刑，以此功晉正三品輕車都尉。

### 船政大臣
同治五年（1866年），左宗棠於福建福州設立馬尾造船廠，左仍在籌備中即被調任陕甘总督。左宗棠薦沈葆楨代其事，沈於次年（1867年）被任為船政總理大臣，任內對中國的現代航海事業及洋務運動皆貢獻甚大。沈葆楨除了在馬尾興建船塢，製造現代船艦以裝備福建水師（同時更供應北洋海軍、南洋海軍其他艦隊），更非常著重人材培養，建立了中國首家海軍學校福建船政學堂，訓練之人材中不少成為日後北洋水師與洋務實業的中堅。

## 臺灣海防欽差大臣

### 牡丹社事件
同治十三年（1874年）5月，牡丹社事件爆發，日軍攻打臺灣恆春，清廷聞訊後派遣時任福建船政大臣的沈葆楨，緊急前往臺灣籌辦防務。不久之後，清廷獲知日軍已登陸臺灣，且與臺灣原住民之斯卡羅發生激戰，因此改授沈葆楨為欽差大臣，稱“欽差辦理臺灣等處海防兼理各國事務大臣”，將福建所有總兵、道尹歸其節制，江蘇、廣東沿海各口輪船准其調遣，以便與日本及各國按約交涉。沈葆楨受命後，便與福州將軍文煜、閩浙總督兼署福建巡撫李鶴年聯合上奏，提出聯外交、儲利器、儲人才、通消息等四項要求，清廷均予以嘉許，並命迅速辦理。
6月，沈葆楨與福建布政使潘霨一同至臺。沈葆楨以軍備刻不容緩，臺南市府城為根本之地，遂於安平興建砲臺，置放西洋巨砲以為防禦（即億載金城），同時派兵分駐枋寮、東港等地，也在旗後（今日的旗津區）設立砲臺，並請調淮軍最精銳的武力銘軍（劉銘傳部）唐定奎部六千餘人，及總兵張其光、吳光亮等洋槍隊及粵勇共八千餘人先後抵臺，積極備戰。
雖然此時臺灣情勢一觸即發，但清廷本身海防空虛，新疆回亂未平，不希望與日本發生正面衝突；日本也因飽受臺灣南部瘴癘之氣所苦，同時並未具備大規模對外征戰能力，雙方遂簽訂北京專約，日軍撤離臺灣。

### 在臺灣的建設

#### 增設府縣
牡丹社事件後，沈葆楨決定在日軍登陸的瑯嶠地區設置恆春縣，同時奏請在臺灣北部設立臺北府，將淡水廳及噶瑪蘭廳分別改為淡水縣及宜蘭縣。另將淡水廳頭前溪以南地區單獨劃設為新竹縣，雞籠地區單獨設廳，並改名為基隆廳。於是大甲溪以北地區新設臺北府，下設淡水、新竹、宜蘭三縣及基隆廳，以淡水縣為附郭縣，使北部在行政組織上的比重大為增強，以配合其在臺灣開港以後的迅速發展。
沈葆楨為解決組織與移墾開發速度脫節的問題，也對中南部的行政區劃加以調整。由於當時諸羅縣南部的曾文溪以南地區距離縣治過遠，且為加強臺灣府之附郭縣臺灣縣的轄境，因此將此一地區劃入臺灣縣。此外又將彰化縣埔里地區單獨設立埔里社廳，改“北路撫民理蕃同知”為“中路撫民理蕃同知”，移駐埔里。另在後山地區設置卑南廳，移“南路撫民理蕃同知”駐守。於是大甲溪以南的中南部地區仍設臺灣府，下轄彰化縣、嘉義縣、臺灣縣、鳳山縣、恆春縣五縣及埔里社廳、澎湖廳、卑南廳三廳。

#### 加強軍防

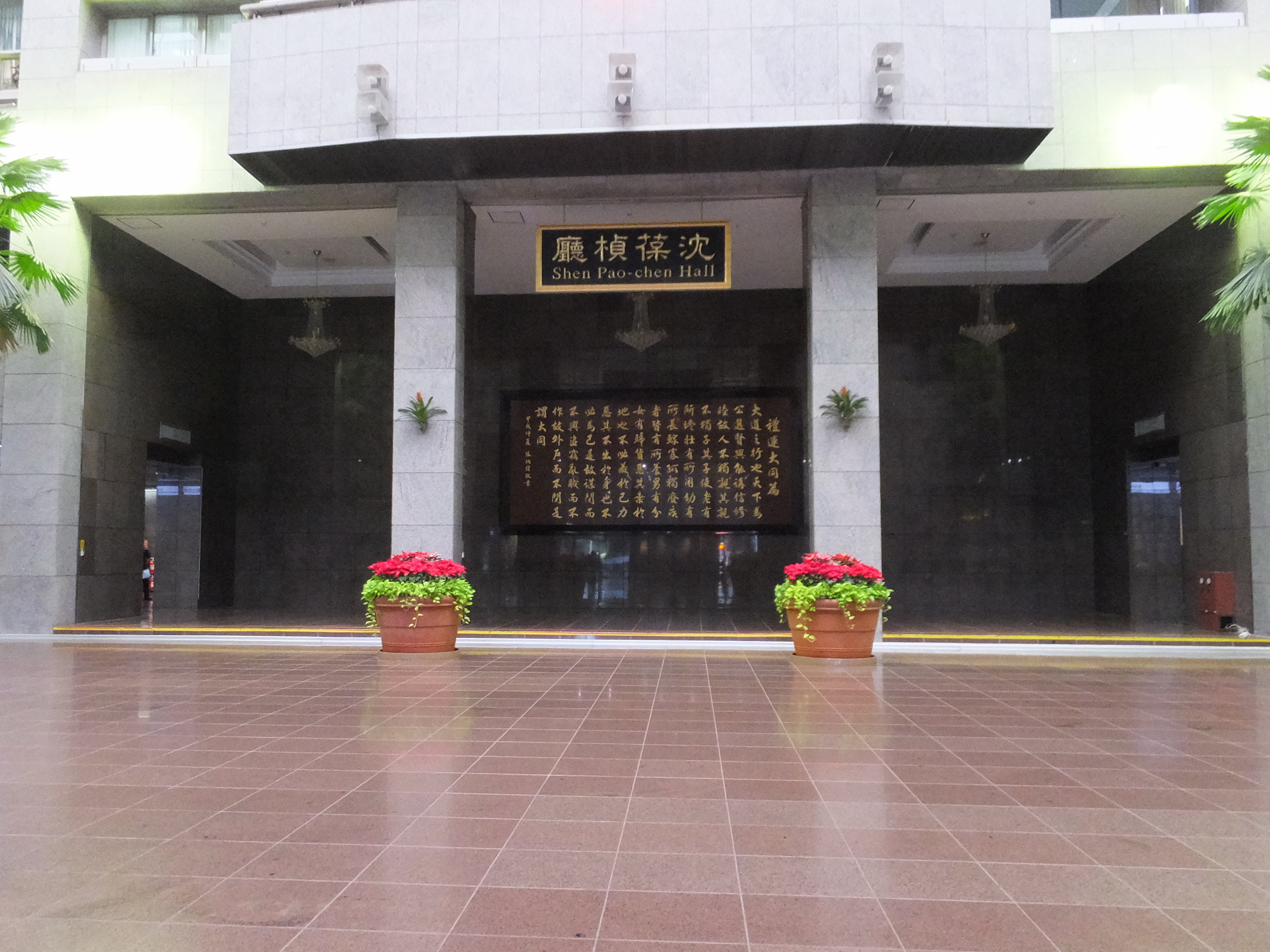
沈葆楨廳：以沈葆楨為名的臺北市市政大樓一樓大廳「沈葆楨廳」。「沈葆楨廳」牌匾已於2016年卸除。

為加強臺灣的防禦能力，沈葆楨乃命人在臺灣各地修築相關建築。像臺南二鯤鯓砲臺、恆春縣城牆等。

#### 開山撫番
沈葆楨奏請增設臺北府，也認為須同時進行開山撫番，計劃一面開發後山（東臺灣）地區，先行佔領，以免為外人所佔領，因此建設三路，北路由噶玛兰厅蘇澳鎮至花蓮縣奇萊，共計205里、中路由彰化林圮埔至花蓮璞石閣，共計265里，以及南路由屏東射寮（車城）至臺東卑南，共計214里。另外則是“撫蕃”，乃是招撫原住民，使其漢化，不再出草漢人。欲使原住民失去武裝，則討伐不順從的原住民，與消滅撒奇萊雅族及噶瑪蘭族的加禮宛戰役等屠殺事件，又凌遲處死赴營請降的族長古穆·巴力克（Komod Pazik）、並當眾慘殺其夫人伊婕·卡娜蕭（Icep Kanasaw），花東二族在抵抗清軍的持續入侵中幾近滅絕。

#### 廢除渡臺禁令
沈葆楨經考察後認為必須解除過去限制漢人的渡臺禁令以落實「開山撫蕃」政策，否則臺灣之土地將無法充分開發；1875年2月，沈葆楨上奏請求解除關於臺灣之各種禁令，並獲得朝廷准許使得漢人大量來台。

#### 表彰忠節振勵民心
沈葆楨抵臺之時，清廷領有臺灣已達190年，當時清廷對鄭成功的抗清運動也已由貶抑轉向包容，早在康熙帝就已有“朱成功係明室遺臣，非朕之亂臣賊子”之語。臺灣人也有建祠祭祀之風，鄉民私下祭奉鄭成功，稱為大王爺、開山王，且名以“開山廟”（臺南市開山路上），以掩官吏耳目。
沈葆楨抵臺之後，臺灣進士楊士芳等稟稱，可否奏請追諡鄭成功，並准予建祠；臺灣道道員、臺灣知府等官員亦表贊同，沈葆楨也認為有其必要，據以上奏
：
|  | 奏為明季遺臣，臺陽初祖，生而忠正，歿而英靈，懇予賜謚建祠，以順輿情，以明大義事。本年十一月二十五日據臺灣府進士楊士芳等稟稱，竊惟有功德於民則祀，能正直而壹者神。明末賜姓延平郡王鄭成功者，福建泉州府南安縣人，少服儒冠，長遭國恤，感時仗節，移孝作忠。顧寰宇難容洛邑之頑民，向滄冥獨闢田横之別島；奉故主正朔，墾荒裔山川，傳至子孫，納土內屬。維我國家宥過錄忠，載在史乘，厥後陰陽水旱之沴，時聞吁嗟祈禱之聲，肸蠁所通，神應如答，而民間私祭，僅附叢祠，身後易名，未邀盛典，望古遙集，衆心缺然！可否據情奏請，將明故藩鄭成功，准予追謚建祠，列之祀典，等因。並據臺灣道夏獻綸，臺灣府周懋琦等議詳前來，臣等伏思鄭成功，丁無可如何之厄運，抱得未曾有之孤忠，雖煩盛世之斧斨，足砭千秋之頑懦，伏讀康熙三十九年聖祖仁皇帝曰：朱成功係明室遺臣，非朕之亂臣賊子，勅遣官獲送成功及子經兩柩，歸葬南安，置守塚建祠祀之，聖人之言，久垂定論。惟祠在南安，而臺郡未蒙勅建，遺靈莫妥，民望徒殷，至於賜謚褒忠，我朝恢廓之規，遠軼隆古，如瞿式耜、張同敞等，俱以殉明捐軀，謚之忠烈；成功所處，尤為其難，較之瞿張，奚啻伯仲，合亟仰懇天恩，准予追謚，並於臺郡，執建專祠，俾臺民知忠義之大可為，雖勝國亦革袞之所必及，於勵風俗正人心之道，或有裨於萬壹。臣等愚昧之見，是否有當，理合恭摺具奏，皇上聖鑒，勅部核覆施行。再此摺係臣葆楨主稿，合並聲明，謹奏。 同治十三年十月 日 |

清廷准其奏請，在臺灣府城建專祠，並諡“忠節”，以彰義忠。之後建祠於府城，以南明諸臣114人配享，春秋兩季加以祭祀。沈葆楨並親手書寫對聯云：“開萬古得未曾有之奇，洪荒留此山川，作遺民世界；極一生無可如何之遇，缺憾還諸天地，是創格完人。”

## 兩江總督兼南洋大臣

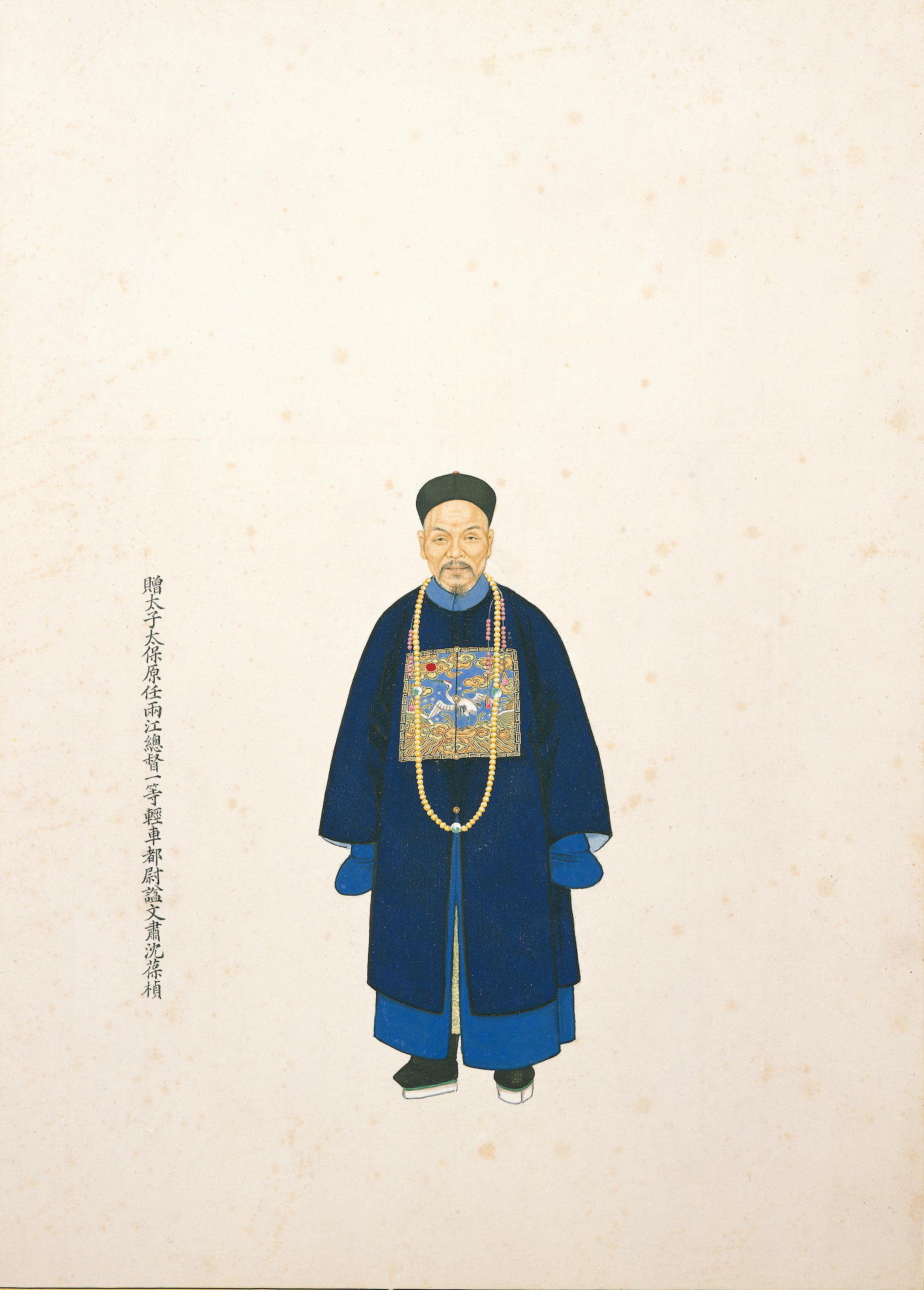
沈葆楨像

光緒元年（1875年），沈葆楨離台，上燕京後，被任為兩江總督兼南洋大臣，負責督辦南洋水師。沈葆楨以朝廷經費有限，分散建南、北洋水師感到不足，主動提議先集中力量建北洋水師。

## 逝世
光緒五年（1879年），沈葆楨在江寧病逝於任上。諡文肅，朝廷追贈太子太保銜。
沈葆楨墓位于福建省福州市鼓楼区洪山鎮梅峰路2號、南京軍區福州總醫院第二住院部（總院分院）西北角的運動廣場（26°05′58″N 119°15′43″E / 26.09946°N 119.26187°E），與其父、母、妻、弟、弟媳同葬。沈家後人曾於西元2000年集資重修塋地，並在墓旁立一重修記碑。據重修記，原墓碑在西元1960年代文化大革命期間被毀，左右兩段已不全，僅存中間部分殘片至今。

## 評價
- 連雅堂：「析疆增吏，開山撫番，以立富強之基，沈葆禎締造之功，顧不偉歟！」

## 家庭
- 父，沈廷楓，(1787—1870)，娶林則徐六妹林蕙芳（1794—1865）為妻

### 夫人
- 配林氏，諱普晴，字俊蘭，又字敬紉，謚文忠公仲女，佐守危城事載廣信府志，奉旨附祀廣信府城專祠，誥封一品夫人，道光辛巳年八月十五日亥時生，同治癸酉年八月十五日亥時卒，壽五十三歲，同附葬梅亭和豐山
- 側潘氏，誥贈一品夫人，同治癸亥年七月念八日卒，葬西門馬坑山墓三壙
- 側吳氏，誥封一品夫人，道光丁未年十一月念九日亥時生，宣統辛亥年八月念六日酉時卒，壽六十五歲，葬北門古城山墓五壙

### 兒子
- 長沈瑋慶（1842－1880），林太夫人出
- 次沈瑩慶，林太夫人出
- 三沈璘慶，側潘夫人出
- 四沈瑜慶，林太夫人出，出嗣爾康
- 五沈璿慶，林太夫人出
- 六沈瑤慶，林太夫人出
- 七沈琬慶，側吳夫人出

### 女兒
- 長適三品銜江蘇補用道李端字康侯，林夫人出
- 次適長樂光緒庚寅科進士就職保擧五品銜本班先選用知縣施魯濱字文波，林夫人出
- 三適邑庠生何岏字植齋，林夫人出
- 四適古田邑庠生曾憲義字質臣，林夫人出
- 五適光緒壬辰科進士兵部車駕司主事同知銜山東清平縣掖縣知縣陳鉅前字小眞，側潘夫人出
- 六適順天大興邑庠生林學縉字筍寅，林夫人出
- 七適光緒辛卯科解元甲午進士翰林散館知縣江西新昌縣南豊縣知縣二品銜江西候補道陳君耀字右長，側吳夫人出

### 其他後代
- 第三代：沈翊清（1861－1908）、沈黻清（1863－1938）、沈贊清、沈照藜、沈淮琛、沈毓衡、沈惠言、沈亮吉、沈永清、沈成鵠、沈成棟、沈成栻、沈鵲應（1877－1900）
- 第四代：沈覲扆、沈覲平、沈覲宸、沈覲冕（1887－1945）、沈觐笏、沈覲鼎、沈覲安（1901－1975）、沈覲壽（1907－1995）、沈覲康、沈覲唐、沈崇 （1928－2014）
- 第五代：沈祖牟（1909－1947）、沈祖幾、沈祖海、（沈祖荣）， （沈祖勋）沈祖湜、沈祖馨、沈祖筹、沈祖雄、沈祖飛、沈祖強、沈祖同、沈祖椿、 沈祖杭 （1906－1963）
- 第六代：沈秋杰、沈秋龍、沈梁、沈丹昆、沈孝先、沈小菡[20]、沈呂寧[21]、沈呂巡（1949-2023）、沈呂百、沈呂遂、沈冬、沈达先、 沈旭东、 沈呂汀、 沈吕英、 沈吕星

- 第七代：沈光中、沈衛國[來源請求]、沈衛斌、沈朱熙、沈筱中、沈宏[來源請求]、沈婧菀
- 第八代：沈哲廷

## 延伸阅读
[在维基数据编辑]
 在维基文库阅读此作者作品（ 在维基共享资源阅览影像）
 《清史稿·卷316》
 《清史稿·卷413》，出自趙爾巽《清史稿》

### 引用
1. ↑  「葆楨公，榜名振宗，字翰宇，號幼丹，廷楓公長子，郡廩生，道光已亥科經魁，丁未科進士，翰林院編修，國史館協修，武英殿纂修，大考二等，恩賞緞匹，咸豊壬子科順天鄉試同考官，江南道監察御史，掌貴州道監察御史，簡放浙江杭州遺缺府，因原籍廼避改江西九江府知府，署廣信府知府，欽加按察使銜，廣饒九南兵備道，九江關監督，督辦廣信防務，吉南贛寧道、贛州關監督，幫辦江西全省團練，欽命馳赴安慶大營，江西巡撫，提督軍門，同治壬戌科甲子科江西鄉試監臨官，武闈主考官，恩賞頭品頂戴，世襲一等輕車都尉，欽命總理船政大臣，欽差督辦臺灣海防務兼理各國事務大臣，兵部尙書，都察院右都御史，兩江總督，兩淮鹽政，欽派江南江西閱兵大臣，南洋通商大臣，光緒丙子科己卯科江南武闈主考官，紫禁城騎馬，太子太保，欽賜祭葬，奉旨入祀京師賢良祠，敕建江南江西福建台灣船政徐州府廣信府專祠，國史館立傳，予謚文肅，特旨繪像進呈，圖形紫光閣，誥授光祿大夫振威將軍，嘉慶庚辰年二月念七日子時生，光緒己卯年十一月初六日未時薨，壽六十歲。配林氏，諱普晴，字俊蘭，又字敬紉，謚文忠公仲女，佐守危城事載廣信府志，奉旨附祀廣信府城專祠，誥封一品夫人，道光辛巳年八月十五日亥時生，同治癸酉年八月十五日亥時卒，壽五十三歲，同附葬梅亭和豐山，側潘氏，誥贈一品夫人，同治癸亥年七月念八日卒，葬西門馬坑山墓三壙；側吳氏，誥封一品夫人，道光丁未年十一月念九日亥時生，宣統辛亥年八月念六日酉時卒，壽六十五歲，葬北門古城山墓五壙。子七：長瑋慶、次瑩慶、四瑜慶出嗣爾康，五璿慶、六瑤慶，林太夫人出，三璘慶，側潘夫人出，七琬慶，側吳夫人出。女七：長適三品銜江蘇補用道李端字康侯；次適長樂光緒庚寅科進士就職保擧五品銜本班先選用知縣施魯濱字文波，三適邑庠生何岏字植齋；四適古田邑庠生曾憲義字質臣；六適順天大興邑庠生林學縉字筍寅林夫人出；五適光緒壬辰科進士兵部車駕司主事同知銜山東清平縣掖縣知縣陳鉅前字小眞側潘夫人出；七適光緒辛卯科解元甲午進士翰林散館知縣江西新昌縣南豊縣知縣二品銜江西候補道陳君耀字右長，側吳夫人出」，《武林沈氏遷閩本支家譜》
2. ↑  中研院歷史語言研究所歷史文物陳列館. . museum.sinica.edu.tw.   [2025-04-14]. （原始内容存档于2025-04-14） （中文（臺灣））.
3. ↑  ,黃睿文, 中央研究院歷史文物陳列館. . 中央研究院歷史文物陳列館.   [2025-04-14]. （原始内容存档于2025-03-07） （中文（繁體））.
4. ↑  歷新社. . 《中華古籍資源庫》. 網易. 2021-02-22  [2021-02-24]. （原始内容存档于2021-04-09）.
5. ↑  郭廷以.  第三版. 香港: 中文大學出版社. 1979. ISBN 9622013538.
6. ↑  李圭. 盧錦堂 , 编. . 《中華古籍資源庫》. 國家圖書館. 1880  [2011年2月]. （原始内容存档于2020-11-14）.
7. ↑  中共南京市委. 党史工作办公室; 中共南京市委宣传部. . 南京出版社. 1997: 70  [2021-08-18]. ISBN 978-7-80614-356-8. （原始内容存档于2021-09-01） （中文）.
8. ↑  . 广西少数民族古籍丛书. 广西人民出版社. 1993: 319  [2021-08-18]. ISBN 978-7-219-02581-9. （原始内容存档于2021-09-01） （中文）.
9. ↑  . "公民世纪"书系. 中国社会出版社. 2005: 226  [2021-08-18]. ISBN 978-7-5087-0716-7. （原始内容存档于2021-09-01） （中文）.
10. ↑  . 中国历史大事编年 第 5 卷. 北京出版社. 1987: 576  [2021-08-18]. ISBN 978-7-200-00180-8. （原始内容存档于2021-09-01） （中文）.
11. ↑  中共南京市委. 党史工作办公室; 中共南京市委宣传部. . 南京出版社. 1997: 70-71  [2021-08-18]. ISBN 978-7-80614-356-8. （原始内容存档于2021-09-01） （中文）.
12. ↑  羅爾綱. . 南京: 中華書局. 1991年9月1日  [2020年11月1日]. ISBN 9787101003932. （原始内容存档于2020年11月23日）.
13. ↑  Introvigne, Massimo. . 2021-10-02  [2022-02-08]. （原始内容存档于2022-06-29） （美国英语）.
14. ↑  不識史悟. . 天天要聞. 2020-02-02  [2021-11-14]. （原始内容存档于2023-11-20）.
15. ↑  小杨. . 关西历史. 2021-09-07  [2021-11-14]. （原始内容存档于2021-11-13）.
16. ↑  吳明季; 楊秀隆. . 台灣: 台灣原住民族學院促進會、奇美部落. 2019年5月5日  [2020年11月1日]. （原始内容存档于2019年5月5日）.
17. ↑  康培德; 李宜憲; 陳俊男.  初版. 台灣: 原住民委員會. 2015年12月. ISBN 9789860468502.
18. ↑  . Mata Taiwan. 2013-10-02  [2017-02-05]. （原始内容存档于2017-02-05）.
19. ↑  連景初.  (PDF). 臺南文史研究資料庫.   [2023-11-07]. （原始内容存档 (PDF)于2024-01-23）.
20. ↑  黄益群：〈宫巷沈家大院的后人们——访沈葆桢六代嫡孙沈丹昆〉 （页面存档备份，存于），炎黄纵横，2012年5月9日。
21. ↑  沈呂寧：〈祖父沈觐宸逝世四十五周年祭〉 （页面存档备份，存于），沈是我的博客，2007年2月18日。
22. ↑  沈呂汀：〈五十回顧〉 （页面存档备份，存于），海軍官校50年班畢業50周年專輯，2011年10月10日。

## 研究書目
- David Pong（龐百騰）著，陳俱譯：《沈葆楨評傳——中國近代化的嘗試》（上海：上海古籍出版社，2000，ISBN 978-7-5325-2699-4）